# Un café sans musique c’est rare à Paris
Un café sans musique c’est rare à Paris ist ein als deutsch-französische Koproduktion entstandener Low-Budget-Film, der am 18. Juli 2019 durch Dropout Cinema in die deutschen Kinos gebracht wurde.

## Inhalt
Das kann doch nur ein böser Traum sein. Dass alle Paris verlassen wollen. Dass auch sie keine andere Wahl hat. Dass auch für sie bereits alles zu spät ist. Aber da ist diese absonderliche Stille in dieser sonst immerzu lärmenden Großstadt, die ihr Bange macht. Und da sind diese paar Menschen, die ihr in einem gespenstisch leeren Paris über den Weg laufen, und anscheinend nichts anderes im Sinn haben, als sie Furcht und Lieblosigkeit zu lehren. In ein filmisches Traumspiel hat man sie katapultiert, durch das sie nun taumelt zwischen Hochgefühl und stiller Verzweiflung, zwischen Grauen und Zuversicht.

## Produktion und Hintergrund
Der Film entstand unter wechselnden Arbeitstiteln wie Eine Reise um den Tag in 80 Ängsten und Voyages als Abschlussfilm des Studiums von Johanna Pauline Maier an der Hochschule für Fernsehen und Film München. Produziert wurde er von der Münchner Filmwerkstatt e.V. und der Pariser Firma Constellation Factory, gefördert wurde der Film durch den FilmFernsehFonds Bayern.

## Pressestimmen
"Es ist ein Wunder, was sie mit bescheidenen Mitteln erreicht hat: Wie das teils sichtbar laienhafte Spiel den Eindruck der Traumrealität noch mehr vertieft, wie die dunkle Fotografie die Parkszene noch kafkaesker wirken lässt. Auch wenn der Begriff des Experimentalfilms lange aus der Mode ist, erinnert Johanna Pauline Maier daran, dass jedes Kunstwerk auch ein Experiment ist. Was für ein Glücksfall, dass ein kleiner Verleih ihren Film, an dem sie seit 2015 gearbeitet hat, nun aufgespürt hat."
"Ein unkonventionelles kinematografisches Spiel mit Identität(en), angesiedelt in einem gespenstisch anmutenden Paris."
"Vielleicht sind die aufregendsten Dinge, die wir erleben, nur Projektionen?"